# Zograscope

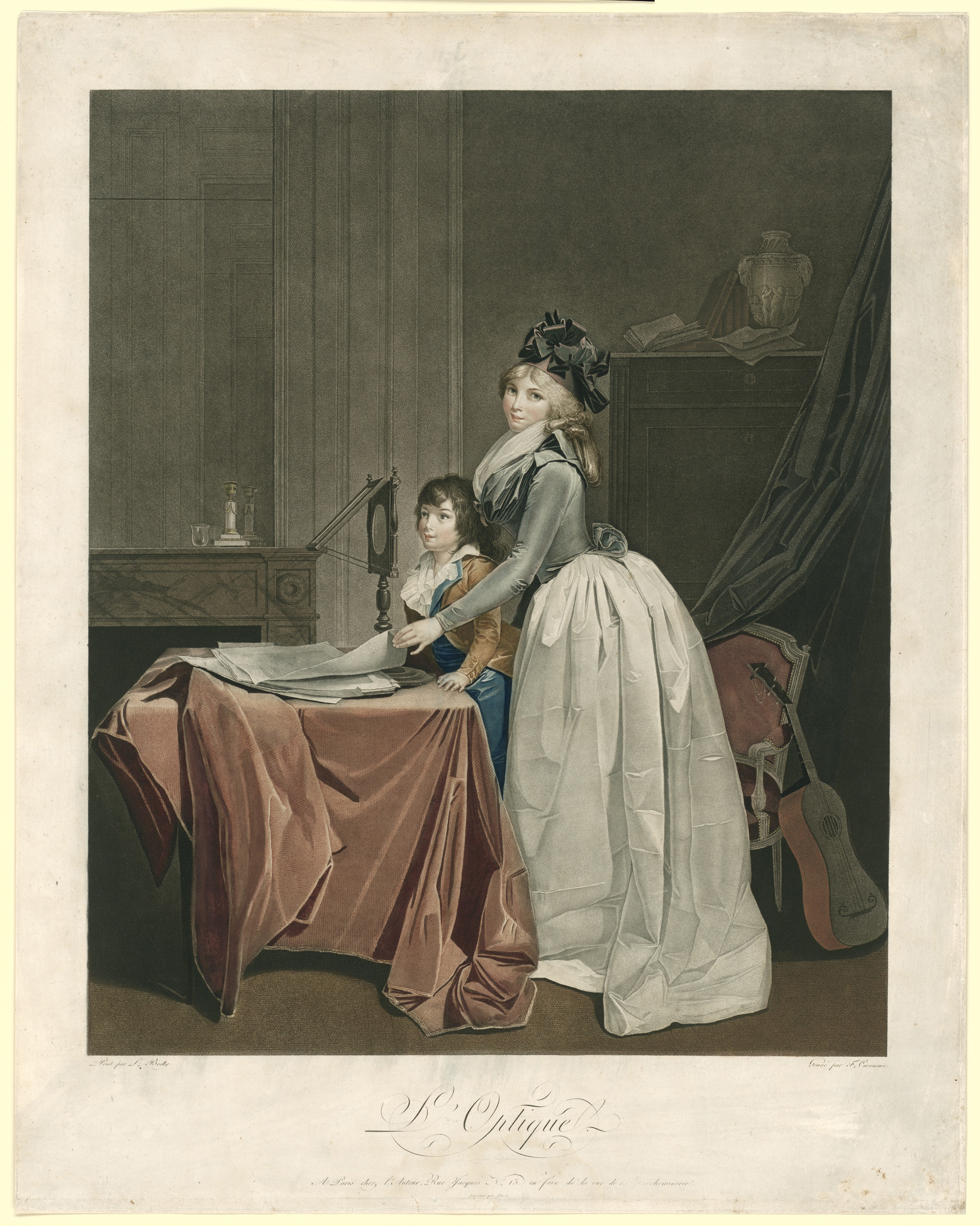
Utilisation d'un zograscope dans ce Portrait de Louise-Sébastienne Gély et son beau-fils Antoine Danton (estampe, 1794) par Cazenave d’après Boilly (Amsterdam, Rijksmuseum).

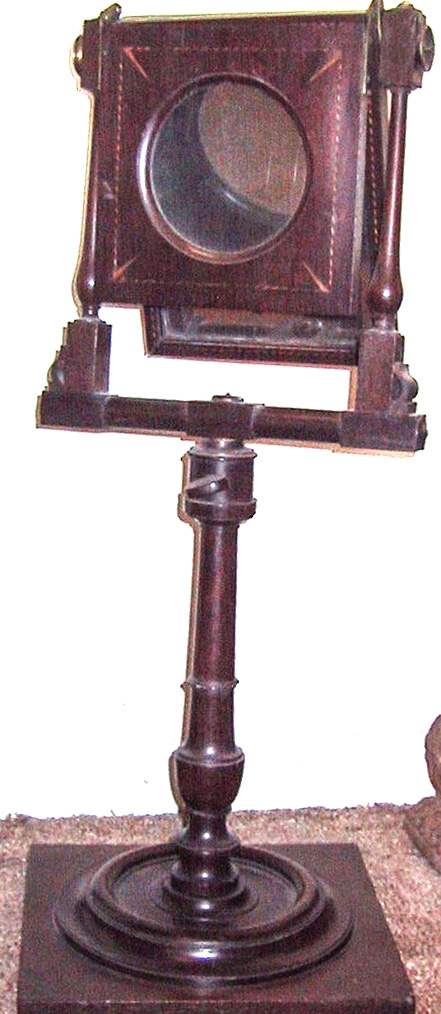
Zograscope de la fin du XVIIIe siècle.

Le zograscope est un appareil d'optique permettant de visionner des vues d'optique. Il se présente sous la forme d'un simple pied en bois, supportant une lentille biconvexe et un miroir incliné à 45°. Les vues gravées sont posées à plat au pied du zograscope. Le dispositif optique permet d'accentuer la profondeur de la vue d'optique et offre ainsi une image en relief. Apparu au XVIIe siècle dans les cabinets de curiosités[réf. nécessaire], il s'est répandu au XVIIIe siècle. 
Proche du zograscope, la boîte d'optique, qui repose sur le même principe, se présente sous la forme d'une caisse fermée. La boîte d'optique était une attraction de foires populaires où elle offrait « une évasion à bon marché » et la possibilité de s'émerveiller devant la beauté de vues exotiques (peu de personnes avaient les moyens de se déplacer à l'époque). Le phénakistiscope et la lanterne magique, puis la photographie le feront progressivement tomber en désuétude[réf. nécessaire].
On pouvait voir de tels appareils au Musée national des arts et traditions populaires à Paris 16e, qui a fermé en 2005 et dont les collections ont intégré le Musée des civilisations de l'Europe et de la Méditerranée à Marseille. A Montpellier, le château de Flaugergues conserve un zograscope d'époque Louis XV, ainsi qu'un ensemble de 70 vues d'optique.

## Vues d'optique
Produites entre 1740 et 1820 environ[réf. nécessaire], à Paris et à Londres, à Augsbourg et à Bassano, les vues d'optique sont gravées à l'eau-forte et coloriées à la main ou au pochoir. Elles représentent le plus souvent des vues topographiques des principaux monuments et panoramas fameux de l'Europe et de l'Orient. Très populaires, certaines vues ont été tirées à plusieurs milliers d'exemplaires et abondamment copiées.

## Le zograscope
Les vues d'optique étaient posées à plat au pied de l'appareil et à l'aplomb du miroir. Le miroir à 45° renvoyait l'image redressée face à une lentille biconvexe par laquelle le spectateur regardait l'image. 
Les vues étaient gravées en accentuant la perspective et en travaillant sur la qualité du rendu de la « lumière en profondeur », ce qui a suscité les travaux de Jean-Henri Lambert en photométrie (loi de Lambert). 